# Sumner (Ferrocarril Regional Sounder)
Sumner es una estación en la Línea South del Ferrocarril Regional Sounder, administrada por Sound Transit. La estación se encuentra localizada en  810 Maple Street en Sumner, Washington. La estación de Sumner fue inaugurada en 2000.

## Descripción
La estación Sumner cuenta con 2 plataformas laterales.

## Conexiones
La estación es abastecida por las siguientes conexiones: 
- ST Express, King County Metro Transit